# مديرية قارة

تعديل مصدري - تعديل

مديرية قارة إحدى مديريات محافظة حجة في اليمن. بلغ عدد سكانها 30641 نسمة عام 2004. تضم ثلاث عزل.

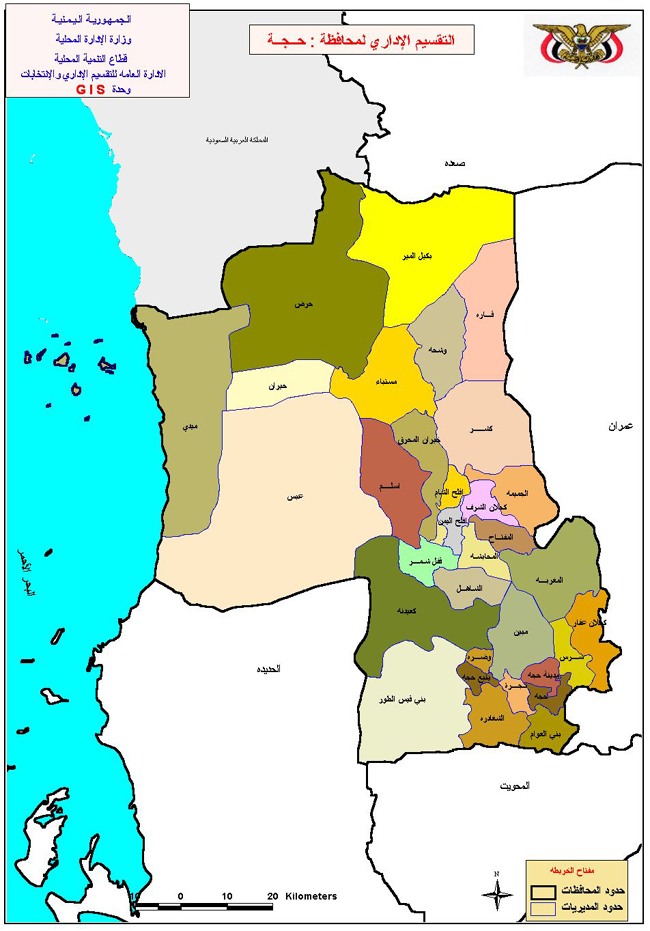
موقع مديرية قارة في محافظة حجة